# EITB
EITB (tiếng Basque: Euskal Irrati Telebista) là tổ chức phát sóng công cộng tại Xứ Basque. Thành lập vào ngày 20 tháng 5 năm 1982. EITB thuộc sở hữu của chính phủ cộng đồng tự trị Xứ Basque, trực thuộc Bộ Văn hóa.